# Saxifraga tukuchensis
Saxifraga tukuchensis är en stenbräckeväxtart som beskrevs av Bürgel. Saxifraga tukuchensis ingår i Bräckesläktet som ingår i familjen stenbräckeväxter. Inga underarter finns listade i Catalogue of Life.